# Bernhard Schnetzer

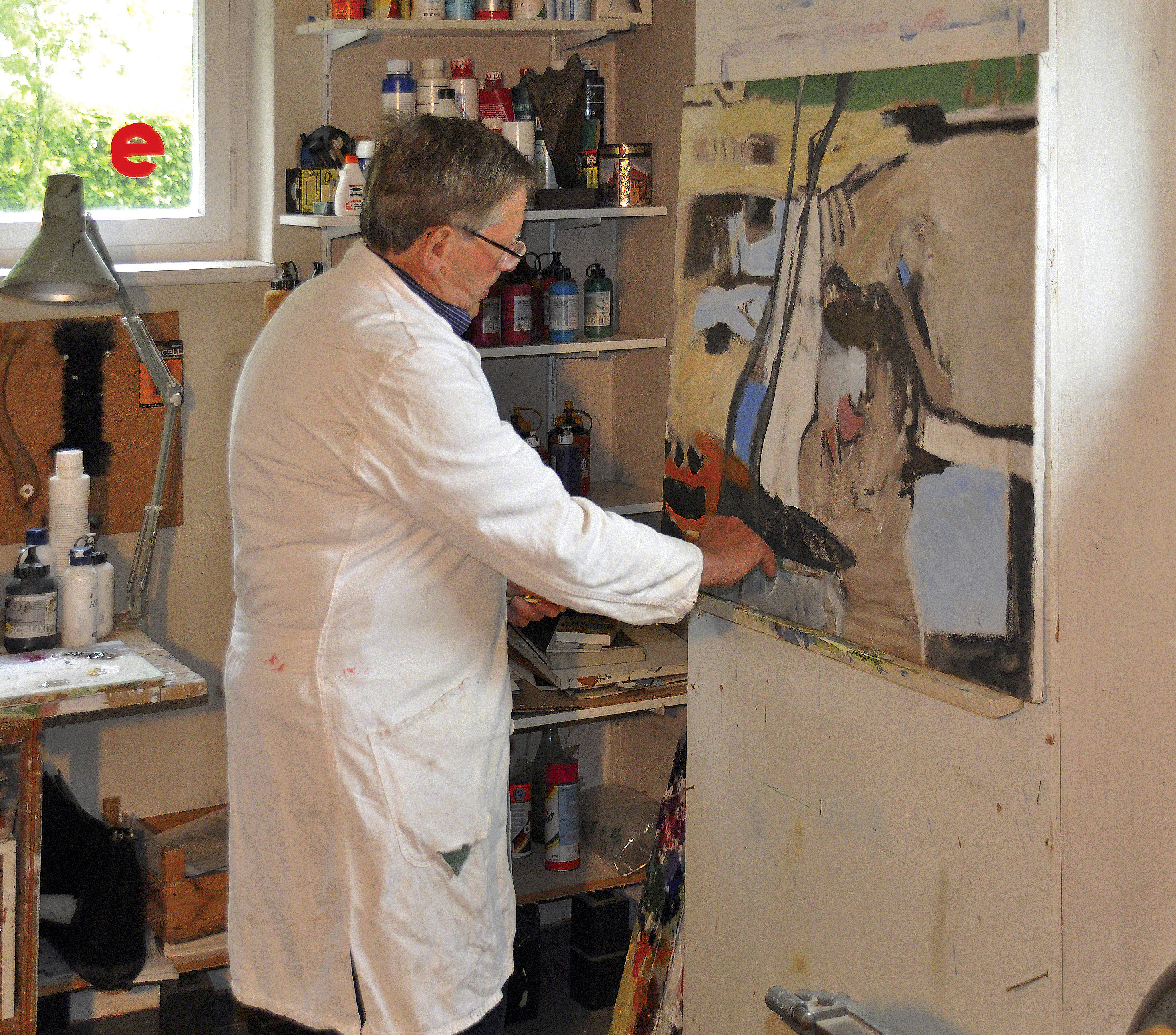
Bernhard Schnetzer im Atelier 2010

Bernhard Schnetzer (* 11. August 1937 in Eglofs, Kreis Wangen im Westallgäu; † 19. Juli 2013 in Wangen im Allgäu) war gelernter Dekorateur und arbeitete im weiteren künstlerischen Arbeitsfeld in der Malerei, Druckgrafik, Skulptur und Kunst im öffentlichen Raum.

## Leben

### Künstlerischer Werdegang

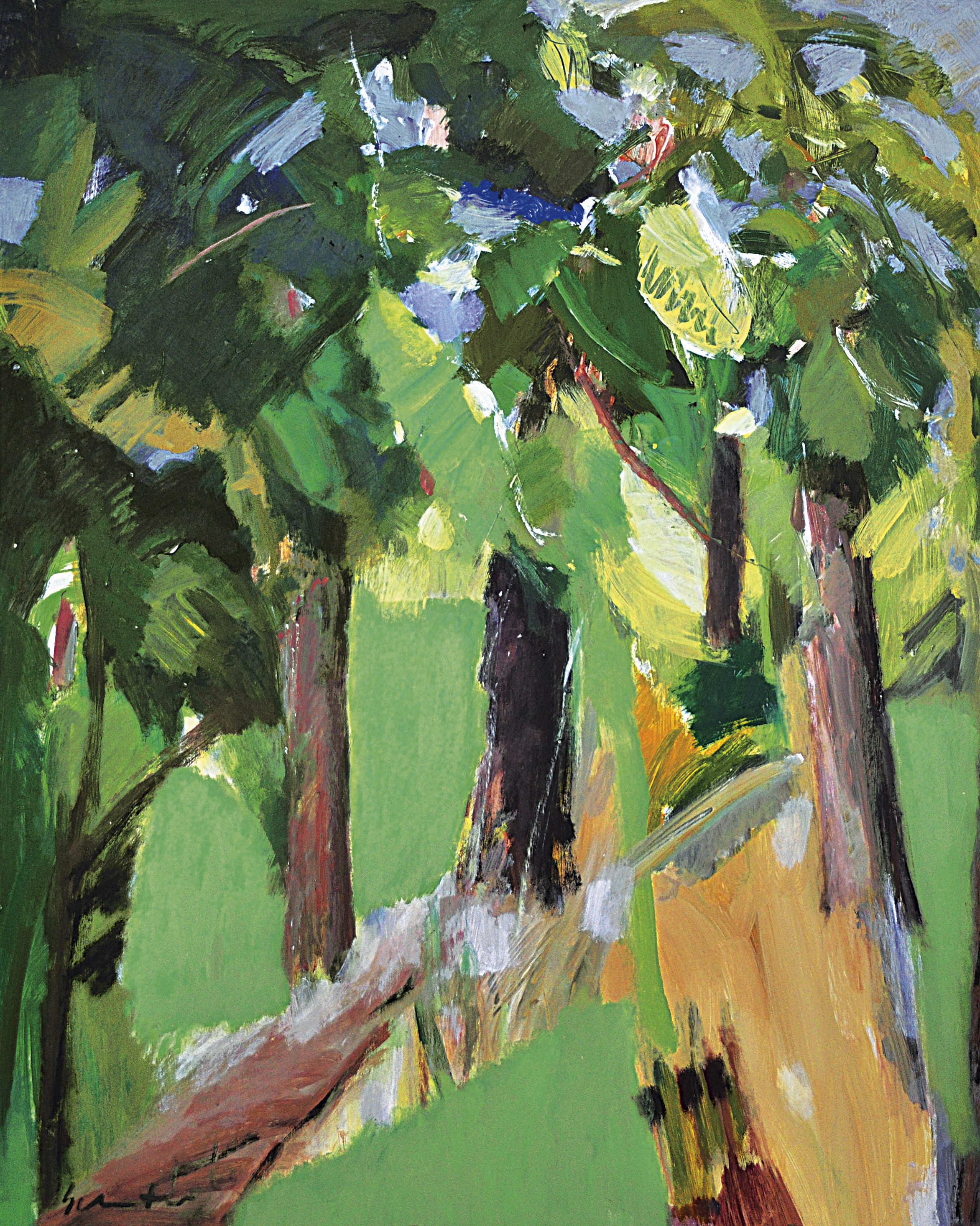
Bernhard Schnetzer, Allee, 100 × 80, Acryl, 1994

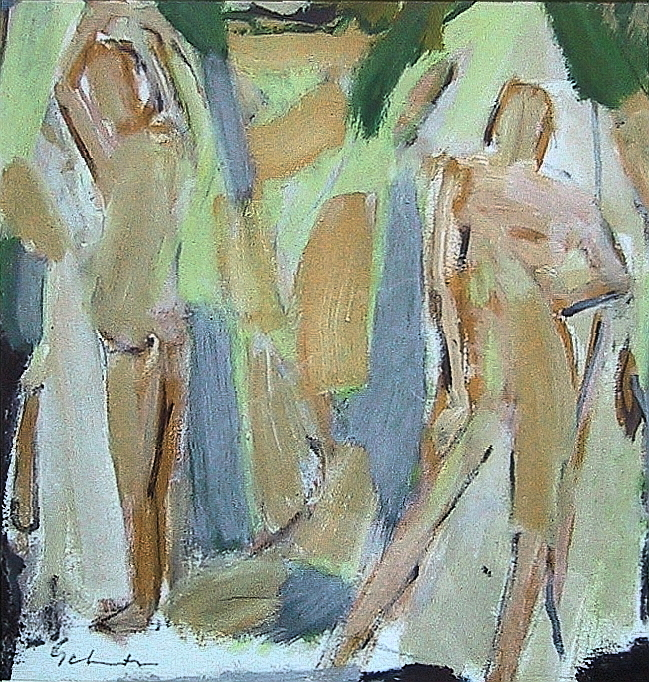
Badende, Privatbesitz

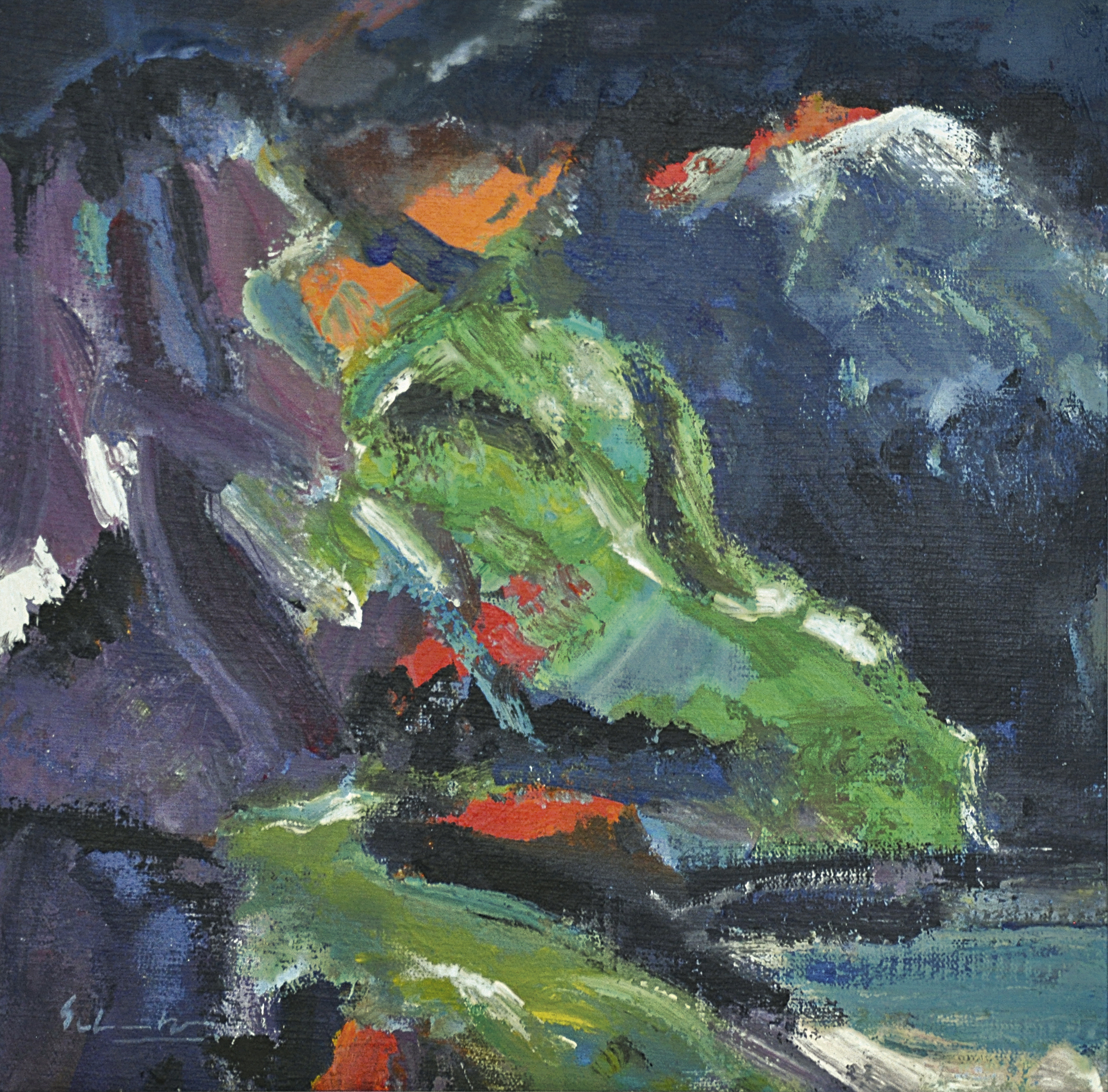
Hinein in die Schatten des Gebirgs, 40 × 40, Acryl, 2007

Schnetzer kam im elterlichen Haus in Eglofs auf die Welt. Seine Eltern führten hier ein Haushaltswarengeschäft. Nach seiner Volksschulzeit begann er 1954 mit 14 Jahren in Wangen eine Ausbildung als Maler. 1958 bis 1960 war er zur Ausbildung als Werbegestalter in Stuttgart und erreichte 1972 einen 2. Preis beim Schiesser-Schaufenster-Wettbewerb. Von 1967 bis 1968 absolvierte er ein Fernstudium für Gebrauchsgrafik bei Famous Artist Schools Amsterdam, an das er ein Studium an der Winterakademie in Kißlegg in den Fächern Malerei, Zeichnung und Radierung bei Erich Mansen anfügte.
Er besuchte von 1994 bis 1999 die Sommerkurse der Europäischen Kunstakademie Trier bei Joe Allen und war 1997 schon 1. Preisträger bei der Isnyer Jahreskunstausstellung Bild und Klang. Noch zu seinem 75. Geburtstag konnte er eine Auswahl seiner Malerei 1978–2011 in einem Buch herausgeben und in einer Ausstellung im Badhaus Eglofs präsentieren.
Schnetzer war Mitglied im Berufsverband Bildender Künstler Schwaben Süd. Er wirkte nicht nur künstlerisch in vielen Vereinen in Eglofs mit, gestaltete Plakate, Urkunden, als Skulptur den Westallgäuer Heimatpreis und maßgebend die künstlerische Ausgestaltung des Dorfstadels und des Museums mit. Er war 1. Vorsitzender der Künstlergruppe arkade in Isny und gestaltete dort Ausstellungen regionaler Künstler. Zehn Jahre lang war er verantwortlich für die jährlichen Kunstausstellungen im alten Rathaus in Eglofs mit: Bernhard Schnetzer, Werner Specht, Maria Felder, Kurt Kimmich, Krzysztof Jarzebinski (Krakau), Ursula Dethleffs, Georg Schmilk, Werner Kimmerle, Walek Neumann, Maria Kaluza.
Für Schnetzer war „Malerei persönlicher Ausdruck“ und er meinte: „Das Spannende am Malen ist, dass man am Anfang nicht weiß, wie das fertige Bild aussieht.“ Der Kunstkritiker Fritz Hartmann bezeichnete seine Malerei als „modernen expressiven Impressionismus“. Daneben sieht er auch eine andere expressive Seite: „Die Formen der Wirklichkeit werden auf das Elementare verkürzt. Das Naturalistische reduziert sich auf das ausdrucksmäßig Wesentliche“.

### Ausstellungen
- Seit 1983 regelmäßige Teilnahme an der Westallgäuer Kunstausstellung in Lindenberg
- 1985 und 1997 Giebelgalerie der Kreissparkasse in Wangen
- 1988 Rathaus Eglofs
- 1998 Rathaus mit 10 Künstlern aus der Region
- 1999 Kempten, 50. Kunstausstellung im Rahmen der Allgäuer Festwoche
- 2004 Landratsamt Ravensburg, „arkade“ Isnyer Künstler und Kunsthandwerker
- 2007 und 2009 Hofgartensaal Kempten, BBK – Berufsverband Bildender Künstler
- 2011 Städtische Galerie Espantor Isny, „arkade“ Isnyer Künstler